# Vaso François
El vaso François es una antigua crátera de volutas, esto es, un tipo cerámico destinado a la mezcla del vino y del agua (tres partes de agua y una de vino). Fue realizado por el alfarero Ergótimos y decorada por el pintor Clitias alrededor del año 570 a. C. en Ática Es uno de los ejemplos más famosos de cerámica griega, ricamente decorado con motivos mitológicos. Recibe el nombre en honor a su descubridor, Alessandro François (1796 - 1857), que lo halló en una tumba etrusca en la localidad de Chiusi. La pieza se conserva en el Museo Arqueológico de Florencia (Italia).

## Historia
El vaso François es representativo de la cerámica ática de figuras negras y se elaboró durante su periodo central, alrededor del 570 a. C. Fue fabricado por Ergótimos y pintado por Clitias, quienes colaboraron a menudo. El vaso lleva tres firmas: dos de Ergótimos y una de Clitias.

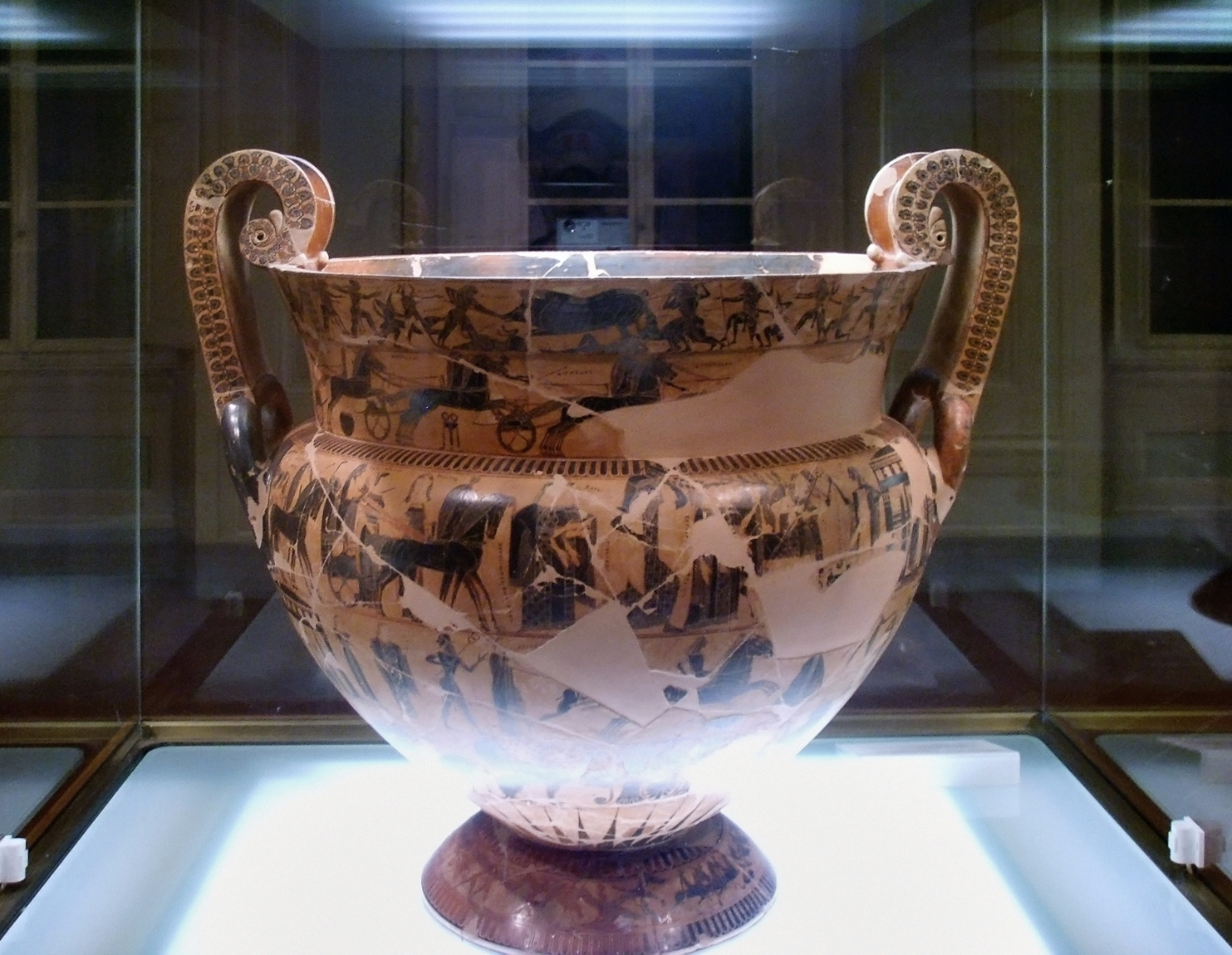
Vaso François. Museo Arqueológico de Florencia, n.º inv.4209.

El vaso se encontró en Chiusi durante las excavaciones de los necrópolis etruscas del antiguo Clusium en 1844. Fue descubierto por Alessandro François, de quien recibe su nombre. El vaso se encontró fragmentado, con algunas partes faltantes que nunca se encontraron. Vincenzo Manni lo restauró tras las excavaciones.

## Vaso y decoración
Es un tipo de crátera de voluta con asas que se curvan sobre la boca. El diseño probablemente se basa en prototipos de metal. Mide aproximadamente 66 cm de alto y 57 cm de diámetro en su punto más grande.
La decoración pintada de la crátera representa numerosas escenas de la mitología griega. El vaso está rodeado por seis bandas de imágenes: dos en el cuello, tres en el cuerpo y una en el pie. En total, representa 270 figuras humanas y animales diferentes, así como edificios, altares, manantiales y mobiliario. Las figuras llevan 121 inscripciones diferentes. Además de la pintura de figuras negras, se utilizan el blanco y el morado como colores adicionales.
La banda superior del cuello representa a Peleo, Meleagro y Melanión persiguiendo al jabalí de Calidón, a los Dioscuros y a Atalante, y a Teseo y los atenienses de celebración después de que Teseo matara al Minotauro. La banda inferior del cuello representa una centauromaquia,  (batalla entre centauros y  lápitas, y la procesión fúnebre de Patroclo durante la guerra de Troya.
La franja superior del cuerpo representa la boda de los dioses Peleo y Tetis. La franja central representa a Aquiles persiguiendo a Troilo mientras Príamo observa desde las murallas de Troya, y a Hefesto regresando al Olimpo para liberar a Hera, de quien obtuvo a Afrodita como esposa. La franja inferior representa animales míticos, como grifos y esfinges.
La base presenta una franja de imágenes que representan, entre otras cosas, a pigmeos montados en una cabra. Los laterales de las asas del vaso representan a Gorgona, Artemisa del tipo Potnia Theron sosteniendo animales, y Áyax el Grande portando el cuerpo de Aquiles.

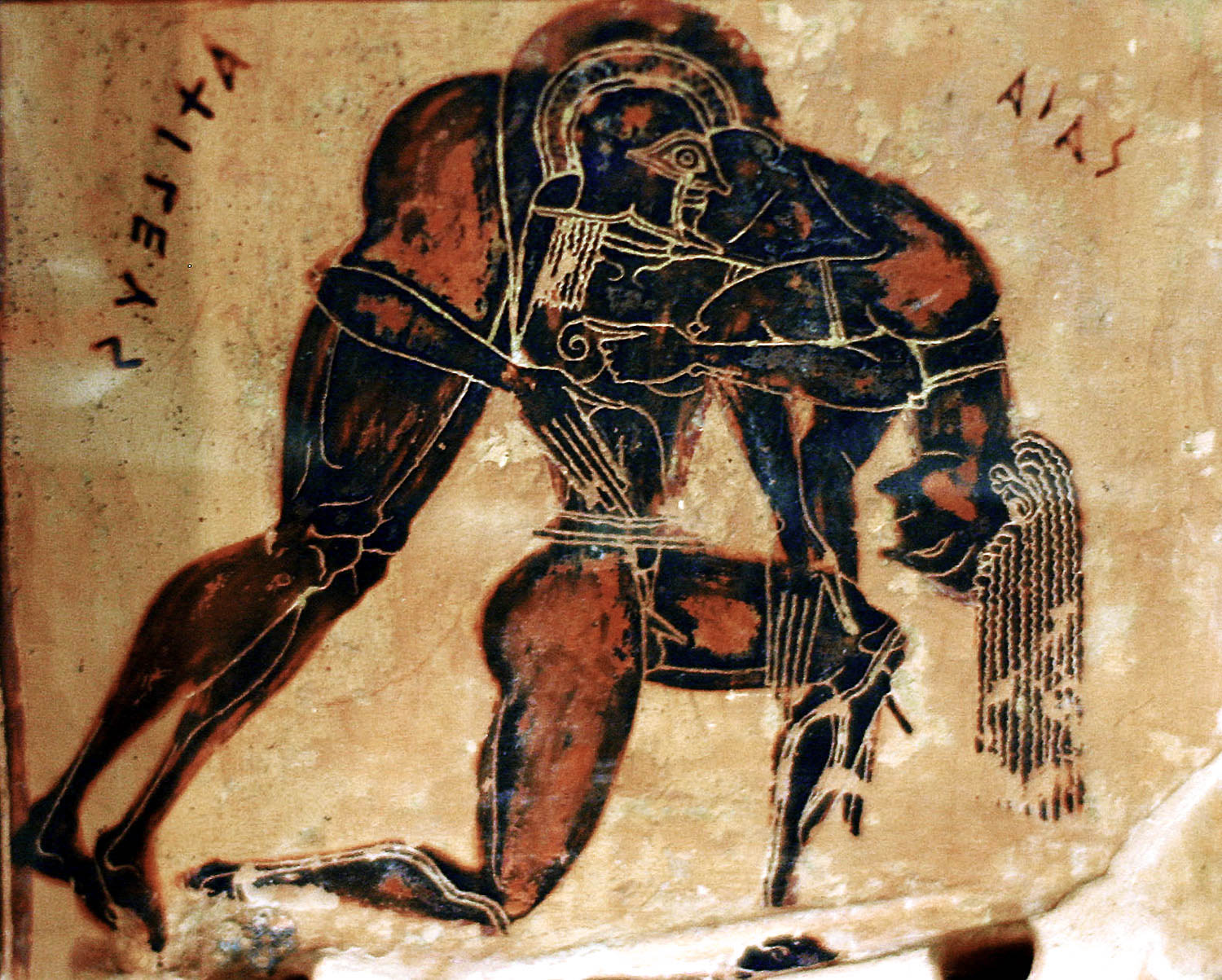
Áyax el Grande lleva el cuerpo de Aquiles.
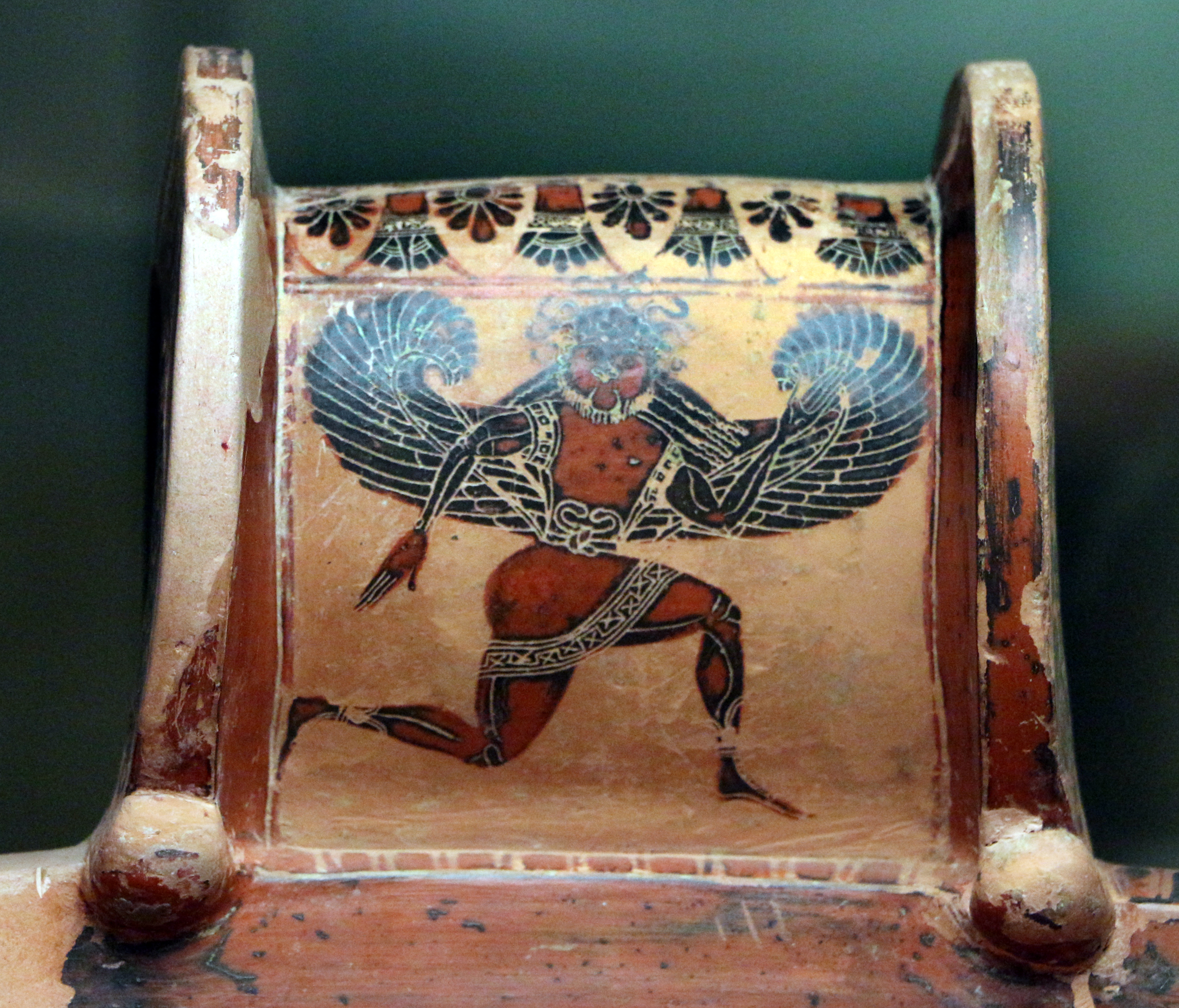
Gorgona.
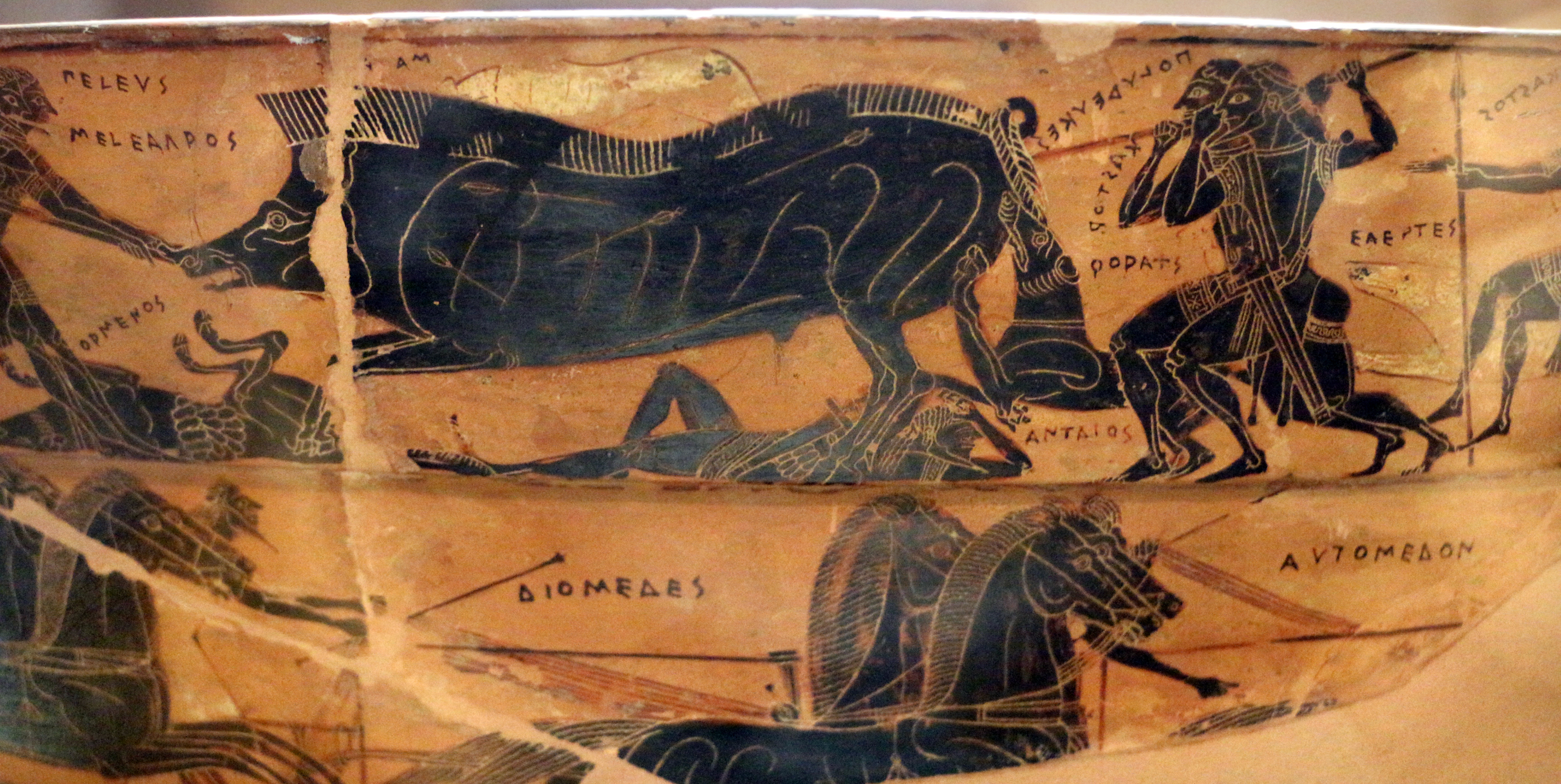
La caza del jabalí de Calidón.
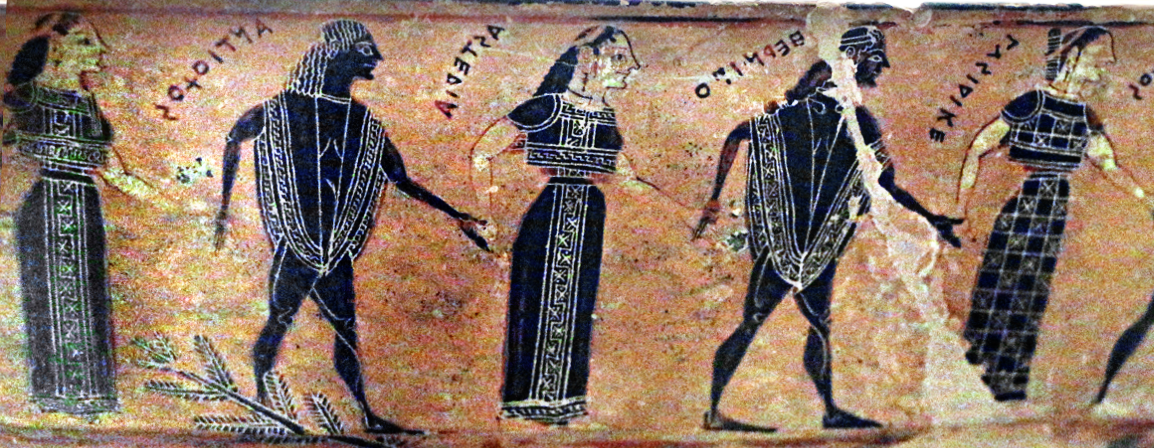
Bailarines.
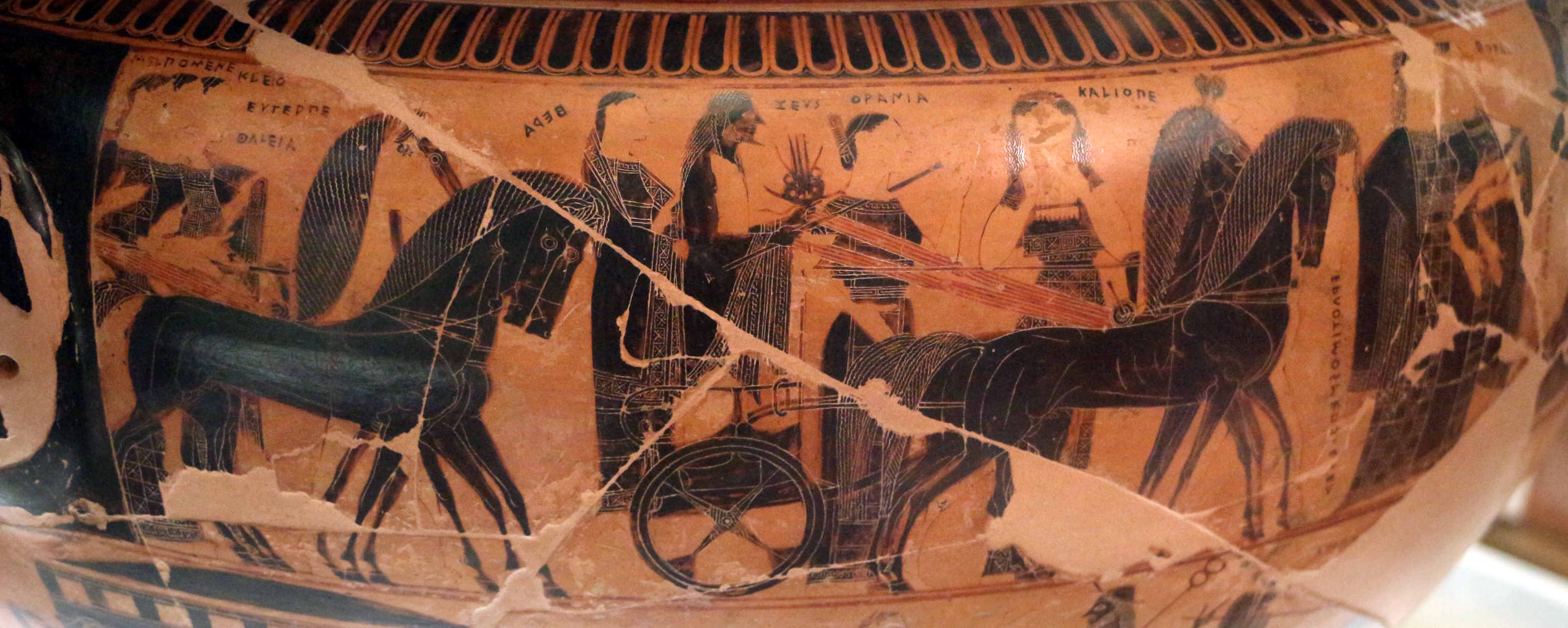
El banquete de bodas de Peleo y Tetis.
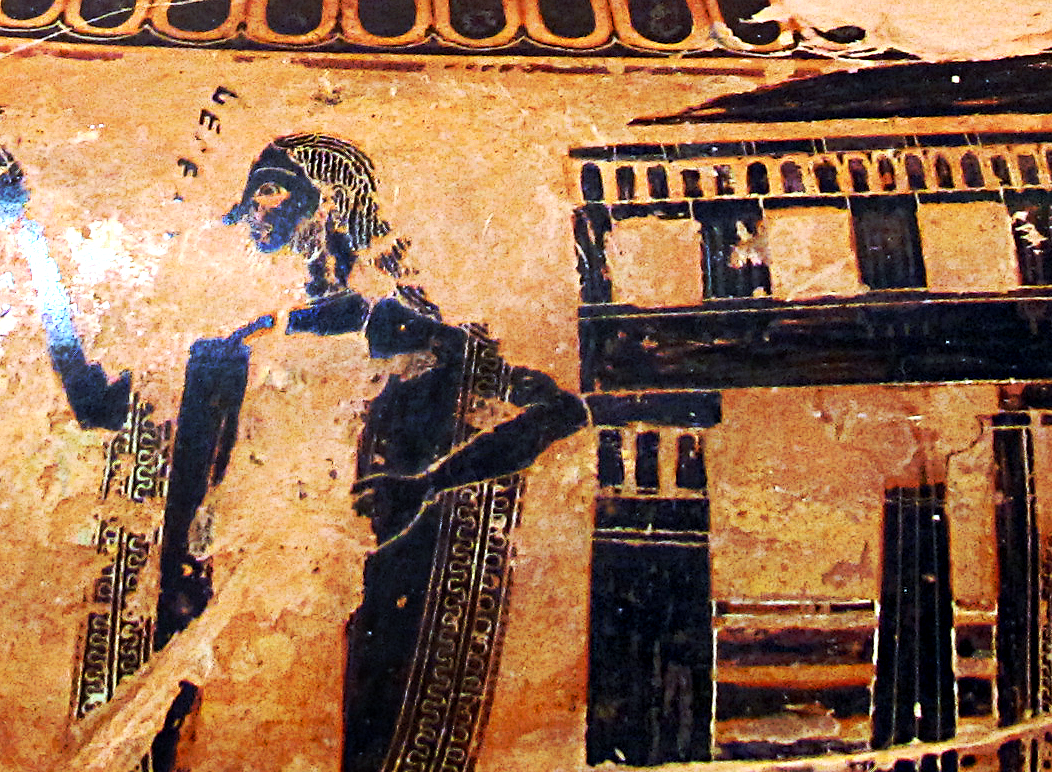
Peleo frente a su palacio.
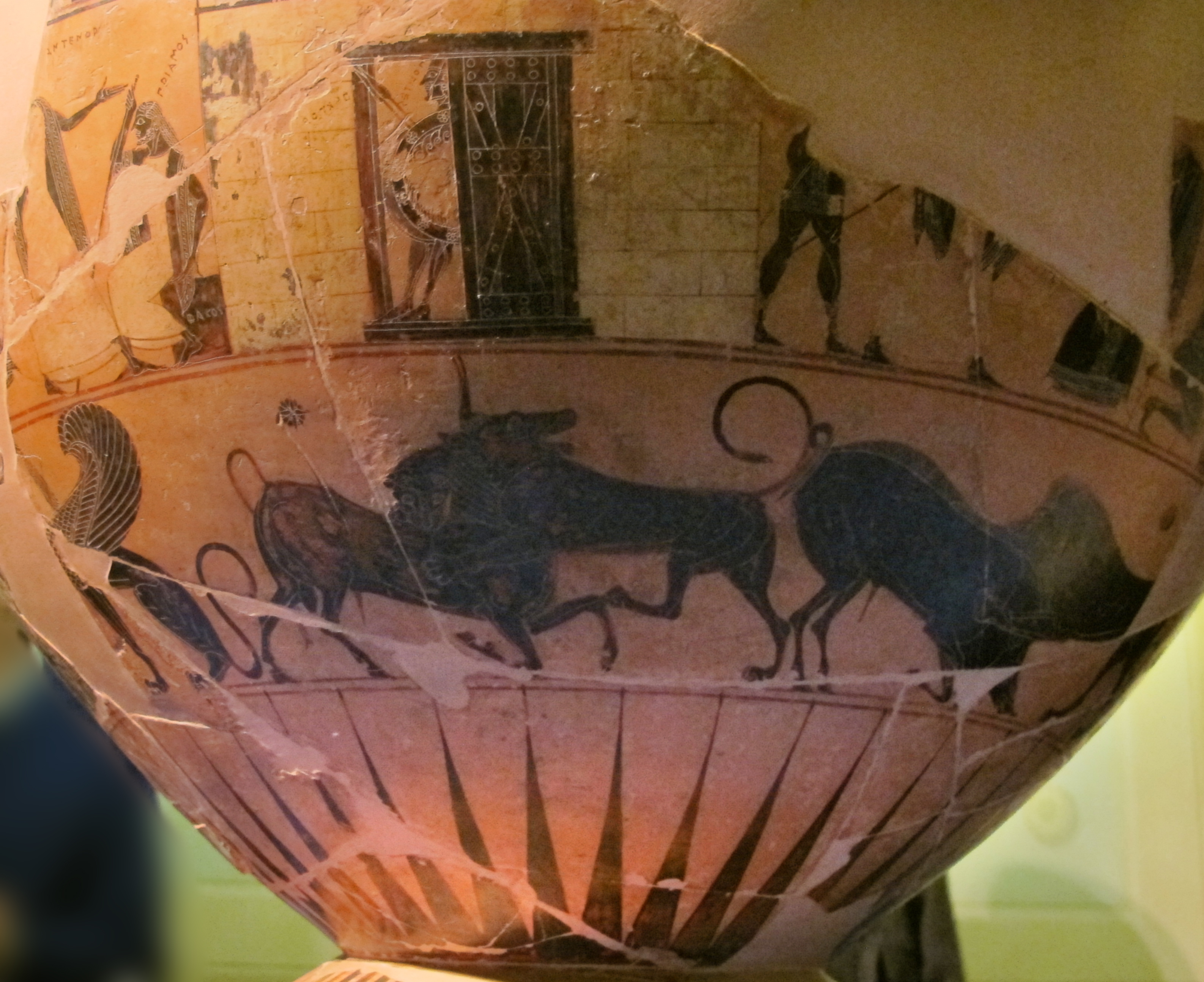
Eventos y animales de Troya.